# Erysimum wilczekianum
Erysimum wilczekianum là một loài thực vật có hoa trong họ Cải. Loài này được Braun-Blanq. & Maire mô tả khoa học đầu tiên năm 1925.